# Erling Mandelmann
Erling Hummelmose Mandelmann, född 18 november 1935 i Köpenhamn, död 14 januari 2018 i Nyon, var en dansk fotograf. Han var större delen av livet bosatt i Schweiz och blev en känd porträttfotograf av både celebriteter och personer ur vardagen.

## Biografi
Mandelmann arbetade inledningsvis som hålkortsoperatör. Vid 23 års ålder inledde hand en verksamhet som fotograf, till att börja med som assistent för fotografen Jørn Freddie. Därefter började han 1963 studera på den schweiziska fotoskolan i Vevey, för vad som egentligen bara skulle bli en sex månader lång fotokurs.
I Schweiz blev Mandelmann bekant med sin blivande hustru Verena Schällibaum, varefter han etablerade sig som frilansande reportagefotograf med bas i närliggande Lausanne och med en blick för förändringar i samhället omkring honom. Han kom att arbeta för tidningar och tidskrifter som Construire (i Schweiz) och utländska publikationer som Libération, Le Monde och Nouvel Observateur. Dessutom gjorde han ett antal fotouppdrag för Världshälsoorganisationen och Internationella arbetsorganisationen. Han var under 18 års kopplad till det schweiziska dagvarubolaget Migros och deras veckotidning.
Under 1970-talet tvingade hans familjesituation honom dock att överge reportagefotograferandet. Därefter övergick Mandelmann till en verksamhet som porträttfotograf och fotograf av människors växlande villkor. Hans sociala intresse förde honom till volontäruppdrag för organisationer som Caritas och Amnesty International, men han samarbetade även med internationella arkitekturtidskrifter och med ordboksförlaget Berlitz.
Genom sin karriär kom han dock att avporträttera mer än 500 celebriteter från olika länder, inklusive personer som Maurice Béjart, Georges Brassens, Charlie Chaplin, Audrey Hepburn och Oskar Kokoschka. Fotoporträtten har mestadels tagits i svart/vitt.
2018 avled Erling Mandelmann, vid 82 års ålder. Hans 40 år långa fotokarriär inom reportage och porträttfoto har donerats till det historiska museet i Lausanne.

## Solutställningar (urval)
- 1971 – Foto-reportager, Kunstindustrimuseet / Stensalen, Köpenhamn
- 1978 – Lausanne 1900, Musée des Arts Décoratifs, Lausanne Mall:Flagland
- 1987 – Portraits – projection de dias sur une musique de Philip Glass ("Nuit de la photo"), Musée de l'Elysée, Lausanne
- 1995 – Impressionen 95, expo pour les 125 ans de la Clinique Psychiatrique Universitaire, Zürich
- 1995 – Portraits nordique, Nordisches Institut der Ernst-Moritz-Arndt Universität, Greifswald
- 1996 – Mennesker paa min vej ("Rencontres" – 30 ans de portraits), Rundetårn, Köpenhamn
- 1997 – Portraits, Salon de Sud-Est, Palais des Expositions, Lyon
- 2001 – Parcours de femmes, l'Université de Neuchâtel
- 2010 – Le Photographe, le musicien et l'architecte, Villa "Le Lac" Le Corbusier/ Corseaux (VD)

## Galleri

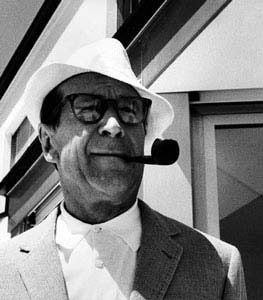
Georges Simenon (1963)
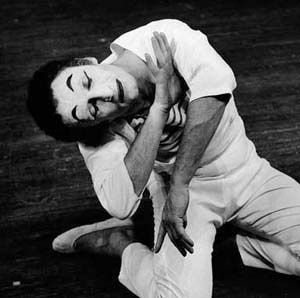
Marcel Marceau (1963)
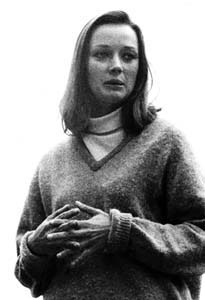
Niki de Saint Phalle (1964)
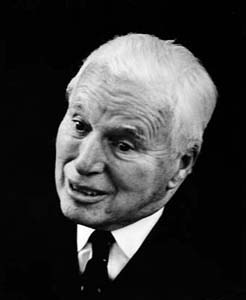
Charlie Chaplin (1965)
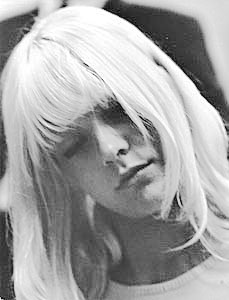
Sylvie Vartan (1966)
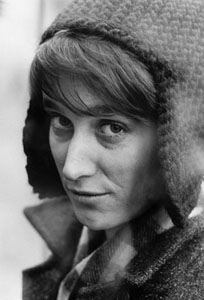
Verena Schällibaum (1966)
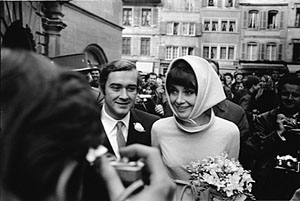
Andrea Dotti och Audrey Hepburn (1967)
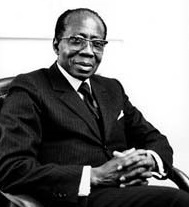
Léopold Senghor (1987)
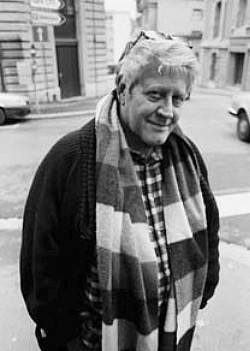
Hugo Pratt (1989)
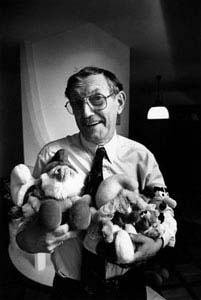
Peyo (1990)
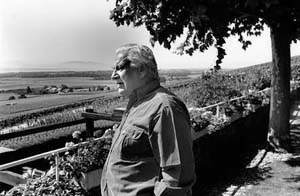
Peter Ustinov (1992)
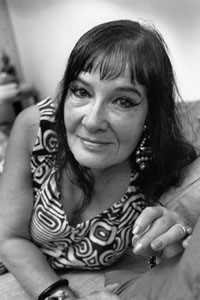
Grisélidis Réal (1998)